# Амурский, Геннадий Иванович
Геннадий Иванович Амурский (род. 27 августа 1929, Тверь, ум. 29 мая 2019) — геолог, доктор наук (1973), профессор (1980), Лауреат Государственной премии СССР в области науки и техники (1974), Почетный работник Газовой промышленности, (1979) Заслуженный деятель науки РСФСР (1992).

## Биография
Из семьи служащих. До 1941 года семья проживала в городах Калинин, Ленинград и Москва, с 1941 г. переехала в Киров.
В 1943—1944 работал токарем на заводе № 41 НКО; в 1946—1949 — курсант Одесской артспецшколы.
В 1949—1954 обучался в Черновицком государственном университете, который окончил с отличием и получил квалификацию географа-геоморфолога по специальности «геоморфология».
До 1966 работал в геологоразведочных экспедициях Сибири и Средней Азии, в том числе в 1956—1966 — геологом, начальником партии, главным геологом Туркменской геолого-геофизической экспедиции Управления геологии Совета Министров Туркменской ССР.
С 1966 — во ВНИИГАЗе: руководитель лаборатории геологической интерпретации геофизических полевых материалов, руководитель лаборатории тектоники (с 1972), руководитель лаборатории дистанционных методов в геологии (с 1987).

## Основные научные достижения
В конце 70-х годов по инициативе Г. И. Амурского впервые в газовой отрасли стали проводиться исследования по использованию материалов космических съёмок при поисках и разведке газовых месторождений. С учётом рекомендаций коллектива возглавляемой им лаборатории в базовых районах магистральных газопроводов «Средняя Азия — Центр» были открыты месторождения: Шатлык, Учаджи, Сейраб, Яшлар и др.
В 1979 под его научным руководством была издана карта перспектив поисков сероводородсодержащих газов СССР, не имеющая мировых аналогов.

## Научные труды
Автор более 150 печатных работ, в том числе 6 монографий, 12 брошюр, 4 карт.

### Избранные труды[1]
- Амурский Г. И. Региональная тектоника Запада Средней Азии: Автореф. дис. … д-ра геол-минерал.наук. — М.: Изд-во Моск. ун-та, 1972. — 54 с.
- Амурский Г. И. Четвертичные отложения Юго-Восточной Туркмении: Автореф. дис. … канд. геол.-минерал. наук. — Ашхабад, 1960. — 20 с.
- Амурский Г. И., Абраменок Г. А., Бондарева М. С., Соловьев Н. Н. Дистанционные методы изучения тектонической трещиноватости пород нефтегазоносных территорий. — М.: Недра, 1988. — 163 с. — 1420 экз. — ISBN 5-247-00211-3.
- Амурский Г. И., Аманниязов К. Н., Цейслер В. М. и соавт. Геологические предпосылки нефтегазоносности зоны сочленения Туранской плиты и Юго-Западного Гиссара. — Ашхабад: Ылым, 1991. — 228 с. — 900 экз. — ISBN 5-8338-0151-6.
- Амурский Г. И., Батыров С. Ш., Назджанов Г. и соавт. Способ выявления зон сероводородного зарожения и размещения эксплуатационных скважин на Северо-Балкуинском месторождении. — Ашхабад: ТуркменНИИНТИ, 1985. — 64 с. — (Обзорная информация / Госплан ТССР, НИИ НТИ и техн.-экон. исслед.). — 200 экз.
- Амурский Г. И., Бондарева М. С.,. Первые результаты дешифрирования космических снимков для газовой промышленности: На примере Юго-Западной Туркмении. — М.: ВНИИЭгазпром, 1978. — 52 с. — (Научно-технический обзор / ВНИИ экономики, орг. пр-ва и техн.-экон. информ. в газовой пром-сти. Серия «Геология и разведка газовых и газоконденсатных месторождений» / ВНИИ экономики, орг. пр-ва и техн.-экон. информ. в газовой пром-сти; Вып. 5).
- Амурский Г. И., Бондарева М. С., Иванова В. А. и соавт. Роль разрывных нарушений и несогласий при поисках и разведке газовых месторождений. — М., 1977. — 44 с. — (Науч.-техн. обзор. Серия: Геология и разведка газовых и газоконденсатных месторождений; Вып. 4).
- Амурский Г. И., Гончаров Э. С., Ледовская Г. И., Соловьев Н. Н. Геологическое обоснование развития новой сырьевой базы газовой промышленности Восточной Туркмении. — М.: ВНИИЭгазпром, 1978. — 51 с. — (Науч.-технич. обзор. Серия «Геология и разведка газовых и газоконденсатных месторождений»; Вып. 2). — 700 экз.
- Амурский Г. И. и соавт. Модели сероводородного заражения газовых месторождений: (На примере Сред. Азии). — М.: ВНИИЭгазпром, 1991. — 48 с. — (Обзорная информация / Гос. газовый концерн «Газпром». ВНИИ экономики, орг. пр-ва и техн.-экон. информ. в газовой пром-сти. Газовая промышленность. Серия «Геология и разведка газовых и газоконденсатных месторождений»). — 52 экз.
- Жабрев И. П., Амурский Г. И., и соавт. Месторождения сероводородсодержащих газов СССР. — М.: ВНИИгазпром, 1977. — 64 с. — (Научно-технический обзор. Серия «Геология и разведка газовых и газоконденсатных месторождений»; Вып. 5).
- Хвилевицкий М. О., Амурский Г. И. Обоснование и методика проведения детализационных сейсмических исследований (ДСИ) на газовых месторождениях. — М., 1986. — (Обзор. информ.: Серия «Информационное обеспечение общесоюзных научно-технических программ». – Вып. 9).

### Ученики
- Атагельдыев Ораз
- Назаров Курбанназар Нурназарович
- Пантелеев Герман Фёдорович
- Семенцов Александр Фёдорович
- Скрипунов Борис Васильевич
- Соловьёв Николай Николаевич — доктор наук
- Тимонин Александр Николаевич
- Халылов Мухамед
- Бондарева Маргарита Семеновна
- Бояршин Николай Алексеевич

## Награды и звания
- Государственная премия СССР в области науки и техники (1974) — за открытие, высокоэффективную разведку и ускоренную подготовку к разработке в условиях Каракумской пустыни уникального месторождения газа Шатлык Туркменской ССР.
- Почетный работник газовой промышленности (1979)
- Заслуженный деятель науки РСФСР (1992)